# Cheers (Drink To That)
«Cheers (Drink to That)» (укр. Будьмо (п'ю за це)) — пісня барбадоської співачки Ріанни з її п'ятого студійного альбому Loud. Трек був створений хіп-хоп групою The Runners і заснований на семплі пісні «I’m with You», яка з'явилась в дебютному альбомі канадської співачки Авріл Лавін Let Go 2002 року. Пісня отримала позитивні відгуки від музичних критиків, більшість з яких хвалили вдалу інтерполяцію з піснею «I’m with You», відмічаючи можливий успіх серед клубних композицій завдяки відповідній ліриці «Cheers (Drink to That)». Пісня ввійшла в список композицій концертного турне Loud Tour. 2 серпня 2011 року сингл був відправлений на мейнстрім радіостанції США.

## Історія створення, випуск і структура
Ріанна вперше анонсувала вихід «Cheers (Drink to That)» як новий сингл з альбому Loud через Твіттер, коли вона відповіла відомому інтернет-блогеру Пересу Хілтону, що його улюблена пісня з альбому стане наступним синглом. «Cheers (Drink to That)» була відправлена на радіостанції Сполучених Штатів Америки 2 серпня 2011 року. Пісня написана більшою кількістю авторів, включаючи саму Ріанну, продюсери — хіп-хоп команда The Runners. Композиція інтерполює з піснею «I’m with You» з дебютного альбому Let Go співачки Авріл Лавін, і включає в свою структуру музичні елементи поп-року.

## Відгуки критиків
Марк Севедж з BBC Music описав пісню, як фанковий, стрибучий гітарний ритм для міської вечірки, який Ріанна присвятила «всім напівалкоголікам у світі». Роберт Копсі з Digital Spy похвалив вдале використання семплу пісні Авріл Лавін, назвавши його «неймовірно яскравим», і прогнозував майбутній успіх в барах і клубах, завдяки алкоголю й вечіркам у вихідні, на які посилається текст пісні. Емі Скіарретто з PopCrush прокоментувала музичний стиль композиції, сказавши: «Пісня наповнена тропічним, острівним ритмом, який розкривається у всьому альбомі ‘Loud’ і повертає співачку до своїх барбадоських коренів». Скіарретто також відмітила, що пісня може стати дуже популярною в барах і клубах через свій ліричний вміст.

## Чарти
| Чарт (2011)               | Найвище місце |
| ------------------------- | ------------- |
| США (Billboard Pop Songs) | 35            |